# Pedro Delgado (calciatore)
Pedro Miguel Gomes Delgado, noto semplicemente come Pedro Delgado (Portimão, 7 aprile 1997), è un calciatore portoghese, centrocampista del Chengdu Rongcheng in prestito dallo Shandong Taishan.

## Caratteristiche tecniche
È un centrocampista offensivo.

## Carriera

### Club
Il 20 agosto 2013 viene acquistato dall'Inter, aggregandosi alle giovanili.
Ceduto allo Sporting Lisbona il 29 agosto 2016, ha esordito con i lusitani l'11 settembre 2016 nel match perso 3-0 contro il Varzim.

### Nazionale
Nel 2017 ha partecipato con la nazionale Under-20 portoghese al Mondiale di categoria.

## Statistiche

### Presenze e reti nei club
Statistiche aggiornate al 16 giugno 2024.
| Stagione                  | Squadra                   | Campionato                | Campionato | Campionato | Coppe nazionali | Coppe nazionali | Coppe nazionali | Coppe continentali | Coppe continentali | Coppe continentali | Altre coppe | Altre coppe | Altre coppe | Totale | Totale |
| Stagione                  | Squadra                   | Comp                      | Pres       | Reti       | Comp            | Pres            | Reti            | Comp               | Pres               | Reti               | Comp        | Pres        | Reti        | Pres   | Reti   |
| ------------------------- | ------------------------- | ------------------------- | ---------- | ---------- | --------------- | --------------- | --------------- | ------------------ | ------------------ | ------------------ | ----------- | ----------- | ----------- | ------ | ------ |
| 2016-2017                 | Sporting Lisbona B        | SL                        | 28         | 4          | -               | -               | -               | -                  | -                  | -                  | -           | -           | -           | 28     | 4      |
| 2017-2018                 | Sporting Lisbona B        | SL                        | 17         | 4          | -               | -               | -               | -                  | -                  | -                  | -           | -           | -           | 17     | 4      |
| Totale Sporting Lisbona B | Totale Sporting Lisbona B | Totale Sporting Lisbona B | 45         | 8          |                 | -               | -               |                    | -                  | -                  |             | -           | -           | 45     | 8      |
| ago.-dic. 2018            | Shandong Taishan          | CSL                       | 0          | 0          | CC              | 0               | 0               | -                  | -                  | -                  | -           | -           | -           | 0      | 0      |
| 2019                      | Shandong Taishan          | CSL                       | 7          | 0          | CC              | 1               | 0               | ACL                | 0                  | 0                  | -           | -           | -           | 8      | 0      |
| feb.-giu. 2020            | Desp. Aves                | PL                        | 4          | 0          | CP+CdL          | 0               | 0               | -                  | -                  | -                  | -           | -           | -           | 4      | 0      |
| lug.-dic 2020             | Shandong Taishan          | CSL                       | 0          | 0          | CC              | 0               | 0               | -                  | -                  | -                  | -           | -           | -           | 0      | 0      |
| 2021                      | Shandong Taishan          | CSL                       | 14         | 5          | CC              | 4               | 4               | -                  | -                  | -                  | -           | -           | -           | 18     | 9      |
| gen.-ago. 2022            | Shandong Taishan          | CSL                       | 0          | 0          | CC              | 0               | 0               | ACL                | 0                  | 0                  | -           | -           | -           | 0      | 0      |
| set.-dic. 2022            | Kunshan                   | CL1                       | 18         | 7          | CC              | 0               | 0               | -                  | -                  | -                  | -           | -           | -           | 18     | 7      |
| gen.-giu. 2023            | Shandong Taishan          | CSL                       | 0          | 0          | CC              | 0               | 0               | ACL                | 0                  | 0                  | SC          | 1           | 0           | 1      | 0      |
| lug.-dic. 2023            | Suzhou Dongwu             | CL1                       | 11         | 0          | CC              | 0               | 0               | -                  | -                  | -                  | -           | -           | -           | 11     | 0      |
| 2024                      | Shandong Taishan          | CSL                       | 13         | 3          | CC              | 0               | 0               | ACLE               | 0                  | 0                  | -           | -           | -           | 13     | 3      |
| Totale Shandong Taishan   | Totale Shandong Taishan   | Totale Shandong Taishan   | 34         | 8          |                 | 5               | 4               |                    | 0                  | 0                  |             | 1           | 0           | 40     | 12     |
| Totale carriera           | Totale carriera           | Totale carriera           | 112        | 23         |                 | 5               | 4               |                    | 0                  | 0                  |             | 1           | 0           | 118    | 27     |

## Palmarès
- Campionato cinese: 1

Shandong Taishan: 2021
- Coppa di Cina: 1

Shandong Taishan: 2021
- League One: 1

Kunshan: 2022